# ناحیه چائوان
چاو ان (به لاتین: Chao'an District) یک شهرستان در جمهوری خلق چین است که در چاوژو واقع شده‌است.

## خصوصیات
چاو ان ۱٬۲۳۸٫۷۷ کیلومترمربع مساحت و ۱٬۰۷۶٬۵۰۰ نفر جمعیت دارد.